# Daschnjamyn Oldswoi
Daschnjamyn Oldswoi (mongolisch Дашнямын Олзвой, englisch Dashnyamyn Olzvoi, wiss. Transliteration Dašnjamyn Olzvoj; * 20. April 1949) ist ein ehemaliger mongolischer Boxer.

## Sport
Daschnjamyn Oldswoi trat bei den Olympischen Sommerspielen 1976 in Montreal an. Im Halbmittelgewichtsturnier schied er in der 1. Runde gegen den Kubaner Rolando Garbey aus.